# Giải bóng đá vô địch quốc gia Guam 2007
Thống kê của Giải bóng đá vô địch quốc gia Guam mùa giải 2007.

## Bảng xếp hạng
| Th | Đội                  | St | T | H | B | BT | BB | Đ  |
| 1  | Quality Distributors | 9  | 6 | 1 | 2 | 24 | 17 | 19 |
| 2  | Guam Shipyard        | 9  | 5 | 1 | 3 | 53 | 13 | 16 |
| 3  | U19 National Team    | 9  | 4 | 2 | 3 | 38 | 21 | 14 |
| 4  | Team No Ka Oi        | 9  | 1 | 0 | 8 | 7  | 71 | 3  |